# Max Robert
Max Robert, född den 9 juni 1967 i Nantes, Frankrike, är en fransk bobåkare.
Han tog OS-brons i herrarnas fyrmanna i samband med de olympiska bobtävlingarna 1998 i Nagano.